# Stroma (Écosse)
Pour les articles homonymes, voir Stroma.
Ne doit pas être confondu avec Stromay.
Stroma (en Vieux norrois : Straumøy) est une île du Royaume-Uni située à l'extrémité nord du Caithness en Écosse.

## Situation
Stroma est une île de la mer du Nord au large de la côte septentrionale de l'Écosse. Elle est située dans le Pentland Firth, détroit entre l'Écosse et l'archipel des Orcades. Elle est administrativement rattachée à la région des Highlands, alors que Swona sa voisine plus au nord dépend des Orcades. Le nom de l'île proviendrait du 
vieux norrois pour flux ou courant. Stroma a environ 3,5 km de long et 1,5 km de large, pour un point culminant à 53 mètres. Elle est inhabitée en permanence, mais son propriétaire, un agriculteur, l'utilise pour faire paître ses moutons.
Au XIXe siècle, la population atteignait plusieurs centaines d'habitants. L'île a été désertée progressivement et ses derniers habitants l'ont quitté en 1962.

## Un environnement dangereux
L'île est dans le courant de marée du Pentland Firth. À la pointe Swilkie, extrémité nord de l'île, le courant de marée peut être particulièrement violent. Un phare, construit à la fin du XIXe siècle, met en garde les navires contre le danger des tourbillons. Malgré cela, une soixantaine d'épaves ont été recensées autour de Stroma, dont le dernier en date le navire danois Bettina Danica s'est échoué en 1994. En mars 1997, le phare a été automatisé.

## Légende
Selon la légende, un différend a opposé les comtes de Caithness et des Orcades sur la possession de l'île de  Stroma. Pour résoudre ce conflit, des animaux venimeux ont été répandus dans l'île. Ceux des Orcades ont péri alors que ceux de Caithness avaient prospéré. Il a donc été décidé que Stroma appartenait à Caithness.